# Around the World (canção de Red Hot Chili Peppers)
"Around the World" é um single da banda americana Red Hot Chili Peppers, contida no álbum Californication. A canção chegou à 7ª colocação na Billboard Modern Rock Tracks e à 16ª colocação na Mainstream Rock Tracks.

## Formatos e faixas
Around The World Single CD1
1. "Around the World" (versão do álbum) – 3:58
2. "Parallel Universe" (Demo) – 5:33
3. "Fat Dance" - 3:40
4. "Over Funk" - 2:48
5. "Teatro Jam" - 3:06

Around The World Single CD2
1. "Around the World" (versão do álbum) – 3:59
2. "Me and My Friends" (ao vivo) – 3:08
3. "Yertle Trilogy" (ao vivo) – 7:10

Around The World Single Australian Edition
1. "Around the World" (versão do álbum) – 3:58
2. "Parallel Universe" (Demo) – 5:33
3. "Teatro Jam" (não lançada anteriormente)– 3:06
4. "Me and My Friends" (ao vivo) – 3:08

- As faixas ao vivo foram gravadas no Södra Teatern, em Estocolmo em 1999

## Paradas musicais
| País/Parada (1999)                              | Melhor posição |
| ----------------------------------------------- | -------------- |
| Austrália (ARIA)                                | 49             |
| Canadá (RPM Rock/Alternative)                   | 18             |
| Islândia (Íslenski Listinn Topp 40)             | 2              |
| Países Baixos (Single Top 100)                  | 69             |
| Nova Zelândia (Recorded Music NZ)               | 35             |
| Escócia (Scottish Singles Chart)                | 30             |
| Reino Unido (UK Singles Chart)                  | 35             |
| Estados Unidos (Bubbling Under Hot 100 Singles) | 8              |
| Estados Unidos (Billboard Alternative Airplay)  | 7              |
| Estados Unidos (Billboard Mainstream Rock)      | 16             |